# Стрільчатка щавлева
Стрі́льчатка щавле́ва — метелик з родини совок. Пошкоджує всі плодові, ягідні і багато овочевих культур.
Крила метелика темно-сірого або світло-сірого кольору, зовнішнім виглядом він нагадує совку.

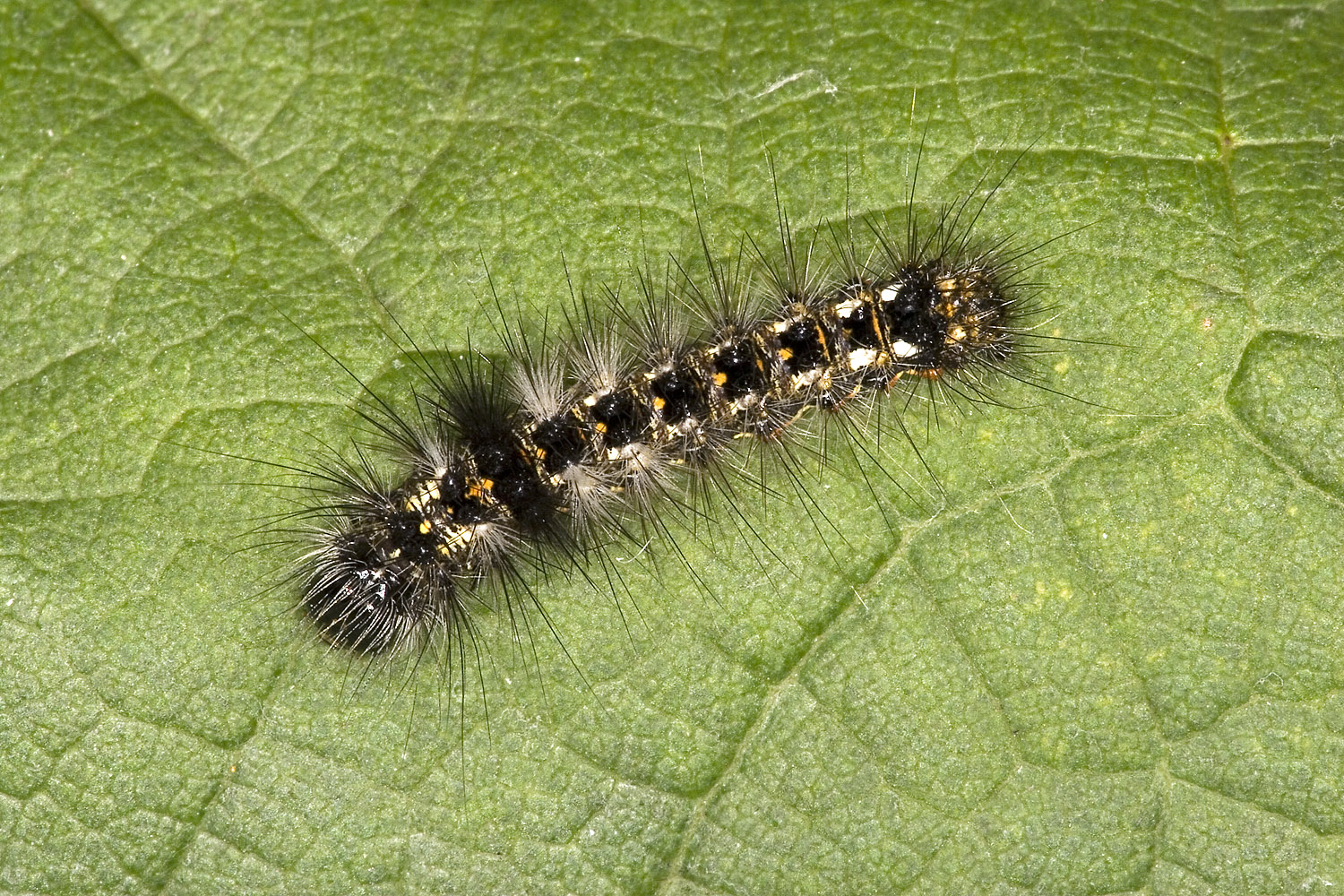
Гусениця стрільчатки щавлевої

Гусениця густо вкрита довгими чорними волосками, косими білими і червоними плямами і смужками на тілі, дуже подібна до гусениці золотогуза. Лялечка темно-бура, в тонкому павутинному сірому коконі. Метелики відкладають купки яєць на листя. За місяць гусениця виростає до 40 мм завдовжки і, примотавшись до гілок і стовбурів, плете кокон, всередині якого перетворюється на лялечку . Через 12-15 днів з лялечки виходить метелик. В умовах України за рік розвивається два покоління цього шкідника. Гусениці першого покоління шкодять з кінця травня до липня, другого — в серпні і вересні. Значної шкоди завдають у шкілках сіянців, розсадниках і молодих садах, об'їдаючи листя плодових дерев, в результаті чого припиняється приріст, не дорозвиваються підщепи. Часто зустрічається на щавлі (звідси і назва). Шкодить стрільчатка щавлева в усіх зонах України, особливо в Лісостепу і Поліссі.